# Миллер, Эндрю (регбист)
Эндрю Миллер (яп. アンドリュー・ミラー Мира Андорю, англ. Andrew Miller, род. 13 ноября 1972 года в Те-Пуке) — японский регбист новозеландского происхождения, выступавший на позиции флай-хава (блуждающего полузащитника) и фуллбэка (замыкающего). За сборную Японии провёл всего 10 игр, однако считается одним из успешнейших натурализованных игроков в сборной.

## Биография
Миллер начинал свою карьеру игрока за клуб «Бей-оф-Пленти» из чемпионата провинций. В 1996 году он в составе клуба «Крусейдерс» провёл первый в истории сезон Супер 12, после чего переехал в Японию играть за команду Топ Лиги «Кобелко Силерз». Там он, получив японское спортивное гражданство после проживания некоторого времени, стал выступать за сборную по регби. Дебют Миллера за сборную Японии пришёлся на май 2002 года, когда Япония провела матч против России в Токио: в том матче россияне открыли счёт и повели 7:0, но штрафные в исполнении Тору Курихары и первая попытка в исполнении Эндрю Миллера изменили ход игры в пользу японцев, позволив одержать «цветам сакуры» победу 59:19. Действовавший тренер сборной Новой Зеландии Генри Грэм сказал, что Миллер не затерялся бы и в основе «Олл Блэкс», если бы принял решение выступать за свою историческую родину.
Энди Миллер вошёл в состав сборной Японии перед чемпионатом мира 2003 года, проходившем в Австралии. Миллер вытеснил из основы тогдашнего рекордсмена сборной по набранным очкам Кейдзи Хиросе, став одним из лучших игроков сборной Японии на турнире, по мнению прессы. Несмотря на то, что Япония проиграла все 4 матча, Миллер запомнился в матче против сборной Фиджи тем, что набрал все очки сборной Японии за счёт попытки, реализации, дроп-гола и штрафного (13 очков итого). Забитый им дроп-гол вошёл в историю как забитый с рекордного до ворот расстояния в 52 метра.
Миллер завершил карьеру в сборной после того, как японское руководство приняло решение не привлекать в 2004 году в сборную натурализованных иностранцев. Карьеру игрока он завершил на родине в Новой Зеландии, играя за «Саутленд» в чемпионате провинций.